# Mordella quadrioculata
Mordella quadrioculata là một loài bọ cánh cứng trong họ Mordellidae. Loài này được Fairmaire miêu tả khoa học năm 1895.